# Баша Василь Васильович
Василь Васильович Баша (нар. 13 січня 1959 року) — радянський і український актор театру і кіно, народний артист України (2010).

## Біографія
Народився 13 січня 1959 року в смт Гоща на Рівненщині. У 1966 році переїхав разом з матір'ю на Чернігівщину, пішов до школи у м. Козелець.
У 1976 році вступив на акторський факультет Київського театрального інституту.
У 1980—1991 рр. — актор Львівського ТЮГу ім. М.Горького.
У 1991 році — вступив на режисерський факультет Київського театрального інституту.
З 1999 до 2022 року — актор в столичному театрі імені Івана Франка.

## Театр

### Національний академічний драматичний театр ім. Івана Франка
- 1989 — «Тев'є-Тевель» Григорія Горіна; реж. Сергій Данченко — Лейзер-Вольф, м'ясник
- 2007 — «Одруження Фігаро» за п'єсою П'єра Бомарше; реж. Юрій Одинокий — Бартоло
- 2009 — «У неділю рано зілля копала» Неди Нежданої за повістю Ольги Кобилянської; режисер Дмитро Чирипюк — Дончук
- 2010 — «Урус-Шайтан» Ігоря Афанасьєва; реж. Ігор Афанасьєв — козак Шило
- 2010 — «Буря» за п'єсою Вільяма Шекспіра; реж. Сергій Маслобойщиков — Себастьян, брат короля Алонзо / Трінкуло, блазень / Ірида
- 2011 — «Гімн демократичної молоді» Сергія Жадана; реж. Юрій Одинокий — Іван Петрович Бичок
- 2013 — «Morituri te salutant» Василя Стефаника; реж. Дмитро Богомазов — Старий
- 2015 — «Ерік XIV» Августа Стріндберга; реж. Станіслав Мойсеєв — Сванте Нільсон, батько
- 2015 — «Ліс» Олександра Островського; реж. Дмитро Богомазов — Аркадій Щасливців, піший мандрівник
- 2000 — «Украдене щастя» за п'єсою Івана Франко; реж. Дмитро Богомазов — Війт

## Фільмографія
1. 1995 — Доброго ранку (короткометражний)
2. 1998 — Посмішка звіра — Хічкок
3. 2004 — Попіл Фенікса — Іван Григорович Коврига, майор РВВС з оперативної роботи
4. 2004 — Я тебе люблю (серіал) — Герман Курилов
5. 2004 — Сорочинський ярмарок — козак
6. 2005 — Новий російський романс — епізод
7. 2006 — Інше життя, або Втеча з того світу
8. 2007 — Ворог номер один — Іван Степанович струпи, сусід Каті
9. 2007 — Сповідь Дон Жуана — Лепорелло
10. 2007 — Міліцейська академія-2 — корюшка, полковник
11. 2007 — Старики-полковники
12. 2008 — Альпініст — Палич, тренер
13. 2008 — Хороші хлопці — епізод
14. 2009 — Прощення — сторож чортового колеса
15. 2009 — Третього не дано — Богдан Іванович Бондар, керуючий пансіонатом
16. 2009 — Дідька лисого — Степаненко
17. 2010—1942 — Михалич
18. 2010 — Віра, Надія, Любов — епізод
19. 2011 — Останній кордон. Продовження — Аркадій Петрович, керівник загону скаутів
20. 2011 — Я тебе ніколи не забуду — Петров
21. 2012 — Анна Герман. Таємниця білого ангела — залізничник
22. 2012 — Захисниця — паромщик
23. 2012 — Щасливий квиток — торговець органами
24. 2013 — Агент — бомж-гармоніст
25. 2013 — Поводир — голова музкомісії
26. 2014 — Лабіринти долі — епізод
27. 2015 — Останній москаль — Михайло, батько Ксенії
28. 2018 — Таємний щоденник Симона Петлюри
29. 2022 — Обмін
30. 2024 — Морена — Микола Петрович

## Родина
Розлучений, має від двох дружин 3 дітей (Анастасія, Ксенія, син Сава).

## Звання та нагороди
- 1998 — Заслужений артист України
- 2007 — Х відкритий міжнародний кінофестиваль «Бригантина» (Бердянськ, Україна). Лауреат у номінації «Краща чоловіча роль» (фільм «Інше життя, або Втеча з того світу», Україна)
- 2010 — Народний артист України
- 2013 — Премія «Київська пектораль» у номінації «Краща чоловіча епізодична роль/ роль другого плану» (Старий), «Morituri te salutant»
- Орден «За заслуги» III ступеня[5].